# Johannes Haller der Jüngere

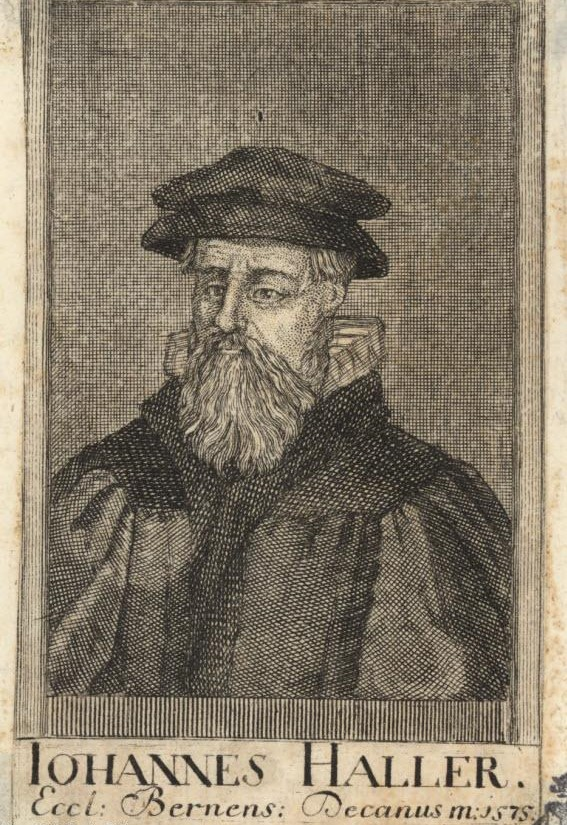
Johannes Haller der Jüngere

Johannes Haller (* 18. Januar 1523 in Amsoldingen; † 1. September 1575 in Bern) war ein Schweizer evangelischer Geistlicher und Reformator.

## Leben
Johannes Haller entstammte der Familie Haller, einer ursprünglich aus Wil stammenden Berner Patrizierfamilie, und war der Sohn des gleichnamigen Pfarrers Johannes Haller (* 1487 in Wil im Kanton St. Gallen, † 11. Oktober 1531 in der Schlacht bei Kappel), der später, wegen seiner reformatorischen Neigungen, als Neugläubiger vertrieben wurde, und dessen Ehefrau Verena (* 1505 in Amsoldingen; † 28. Februar 1569), Tochter von Josua Zerer, Tuchmann aus Zürich. Sein Onkel war Sulpitius Haller, der 1525 im Grossen Rat von Bern sass und später ein eifriger Verfechter der Reformation wurde.
Wie sein zwei Jahre jüngerer Bruder Wolfgang war er evangelischer Pfarrerssohn in Bern, wuchs aber in Zürich auf, besuchte die dortige Lateinschule bei Georg Binder, und studierte später Theologie an den Universitäten Zürich, Tübingen, Marburg, Leipzig und in den Niederlanden. Während seines Studiums machte er die Bekanntschaft mit Martin Luther und Philipp Melanchthon.
Nach Beendigung seiner Studien übernahm er anfangs Pfarrämter in Hirzel und Illnau im Kanton Zürich und später in Augsburg. Von da kehrte er unter dem Druck des Reichstags, aber auch er selbst wünschte seine Rückberufung nach der Niederlage der Protestanten im Schmalkaldischen Krieg, 1547 nach Zürich zurück und wurde dort im November 1547 zum Prädikanten am Grossmünster bestellt, in dem Heinrich Bullinger predigte. Im darauffolgenden Jahr wurde er, als Nachfolger von Simon Sulzer, provisorisch und ab 1550 definitiv dem bernischen Kirchendienst überlassen. Gemeinsam mit dem Pfarrer Wolfgang Musculus initiierte er 1549, über die Obrigkeit, dass die wöchentlichen exegetisch-dogmatischen Kolloquien der Pfarrer nur noch viermal jährlich abgehalten werden, um zukünftige dogmatische Streitigkeiten bereits im Keim zu ersticken. Diese Machtdemonstration der Obrigkeit stellte für Johannes Calvin einen illegitimen Eingriff in die inneren Angelegenheiten der Kirche dar, daher traf ihn die Tatsache, dass diese Regelung durch die bernischen Pfarrer eingeleitet wurden, besonders hart.
1552 wurde ihm dann durch den bernischen Rat das Amt des Dekans übertragen. In der Zeit von 1555 bis 1556 reformierte er die Landschaft Saanen und setzte sich 1558 für die Wiedereinführung des Kirchengesangs in Bern ein. Im Auftrag des bernischen Rats griff er wiederholt in die Regelung von Kirchenfragen im Waadtland ein. Intern zeigte er sich zwar gegenüber der Obrigkeit stets kritisch, trat aber nach aussen als deren loyaler kirchlicher Vollstrecker in Erscheinung. Er blieb streng zwinglisch in seiner Haltung gegenüber den täuferischen und antitrinitarischen Dissidenten. Als 1566 Giovanni Valentino Gentile seine Thesen in Bern gegen die Trinität vortrug, wurde er verhaftet und wegen Lästerung der Trinität und Schmähung der reformierten Kirche angeklagt. Johannes Haller schlug als Leiter der Berner Landeskirche, auf Drängen Theodor Bezas und Heinrich Bullingers, ein strenges Vorgehen an, versuchte jedoch auch Valentino Gentile zur Umkehr zu bewegen; dieser wurde nach einem einmonatigen Prozess enthauptet.
Befreundet mit dem Musiker Cosmas Alder, verschaffte er 1558 dem Psalmengesang Eingang in den Sonntagsgottesdienst. Er dichtete selbst Kirchenlieder und spielte die Laute.
Johannes Haller war seit 1543 in erster Ehe mit Elisabeth (* 1527; † 28. April 1558 in Bern), Tochter des Zunftmeisters und Amtmann in Töss, Junghans Kambli, verheiratet. Gemeinsam hatten sie 9 Kinder.
In zweiter Ehe war er seit 1558 mit Anna Glauer oder Glaser (* 3. April 1537 in Bern; † 1599) verheiratet; sie hatten sieben Kinder.
Johannes Haller erkrankte 1566 an der Pest, überlebte diese Krankheit jedoch.

### Schriftstellerisches Wirken
Johannes Haller gab fünfzig Predigten von Heinrich Bullinger in deutscher Sprache als Hausbuch heraus. Er verfasste zwei Chroniken, die eine auf Lateinisch, die andere auf Deutsch, welche beide bedeutende zeitgeschichtliche Quellen sind. In kommentierten und 1572 veröffentlichten Auszügen aus dem Decretum Gratiani, eine Sammlung des Kirchenrechts aus dem 12. Jahrhundert, rechtfertigte er die bernische Reformation. Er war gemeinsam mit Wolfgang Musculus, dessen Berufung nach Bern er entscheidend gefördert hatte, für die dezidiert zwinglianische Ausrichtung der Berner Kirche nach den Auseinandersetzungen mit dem Luthertum und in denjenigen mit dem Calvinismus verantwortlich.

## Archive
- Haller / Müslin: Berner Chronik, 1550-1580, DQ 14 im Katalog des Staatsarchivs Bern.

## Schriften (Auswahl)
- Orationes piae, verbotim ex sancto Psalmorum libro recollectae. Tiguri: Christoph Froschauer d. Ä., 1552.
- Heinrich Bullinger; Johannes Haller: Von dem zytlichen Guot: wie das recht unnd mit Gott überkommen besässen und gebrucht sölle werden. Zürych, Christ. Froschauer, 1554.
- Sententiae ex decretis canonicis collectae. Tiguri: Froschauer, 1572.
- Heinrich Bullinger; Johannes Haller: Haussbuch: darinn fünfftzig Predigten Heinrich Bullingers, Dieners der Kirchen zu Zürych: in welchem nicht allein die X. Gebott Gottes, die XII. Artickel dess Christlichen Glaubens, das H. Vatter vnser vnd die Lehr von H. Sacramenten, sonder auch alle andere Artickel, Lehren vnd Hauptstuck vnserer christlichen euangelischen Religion, weytläuffig, einfältig vnd ordenlich gehandelt vnd erklärt werden. Getruckt zü Zürich: Bey Samuel Apario, auss Verlegung Christoffel Froschowers, im Jahr als man zalt 1558.
- Johannes Haller; Abraham Müslin: Chronik aus den hinterlassenen Handschriften des Johannes Haller und Abraham Müslin, von 1550 bis 1580. Zofingen: D. Sutermeister, 1829.